# 圣山圣殿
圣山圣殿（Bazylika na Świętej Górze）是一座罗马天主教次级宗座圣殿，由司鐸祈禱會管理，位于波兰大波兰省戈斯滕县的Głogówko，戈斯滕以北的冰碛丘陵圣山，文艺复兴建筑，模仿了威尼斯的安康圣母圣殿.

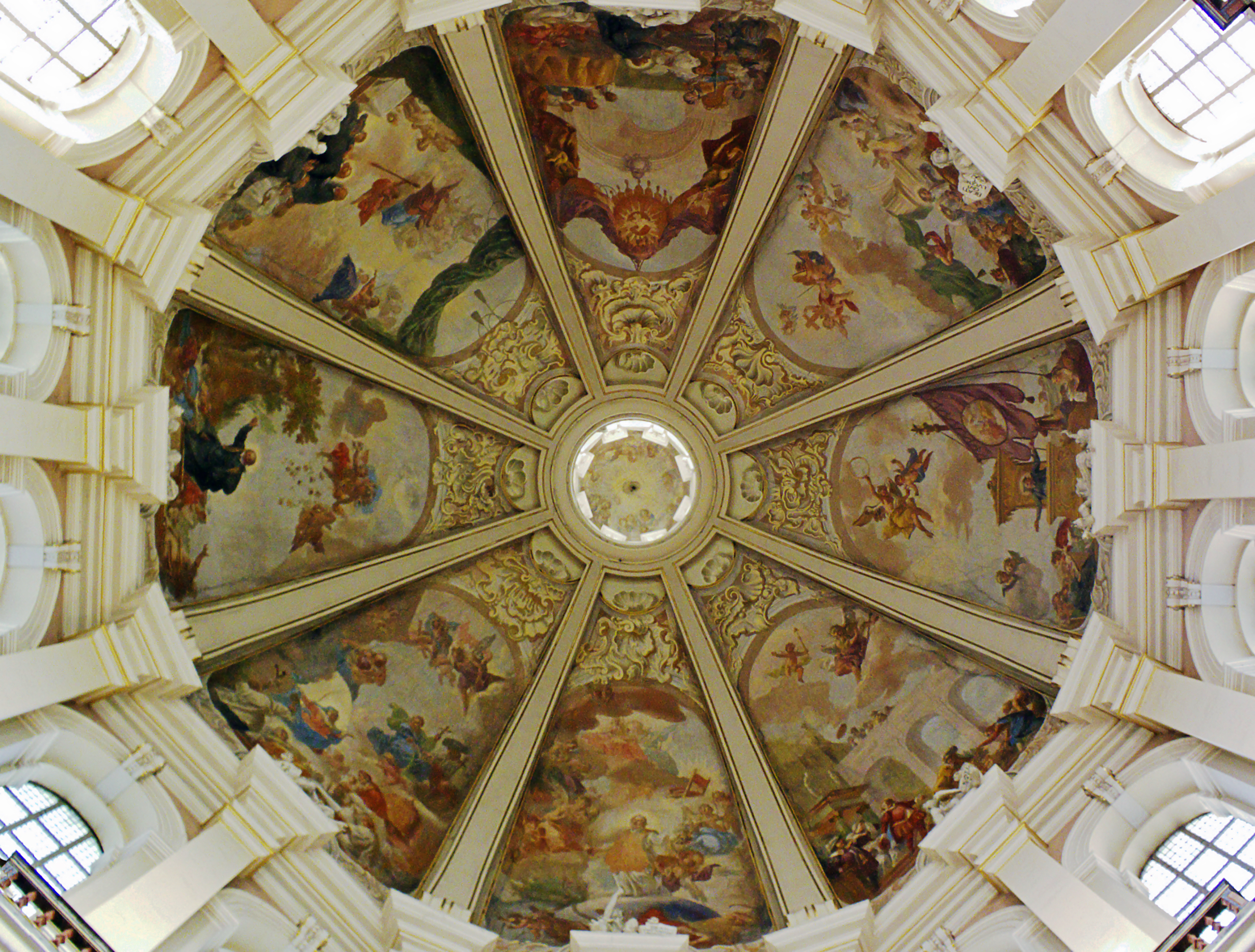
壁画

2008年，该堂列入波兰历史古迹名录。